# حسین ابراهیمی الوند

حسین ابراهیمی

حسین ابراهیمی الوند (زادهٔ ۱۳۳۰ در گلپایگان – درگذشتهٔ ۳ مهر ۱۳۸۶ در تهران) مترجم ایرانی بود. شهرت او بابت کتاب‌هایی است که برای کودکان و نوجوانان ترجمه کرده‌است.
حسین ابراهیمی بیش از ۱۰۰ کتاب برای کودکان و نوجوانان از زبان انگلیسی به فارسی ترجمه کرد. بخشی از مکاتبات وی با سوزان فلچر (نویسندهٔ آمریکایی)، نویسندهٔ کتاب‌های گم‌شدهٔ شهرزاد و رؤیای بابک، و همچنین دونا جو ناپُلی، نویسندهٔ شاهزاده شیر و راز گل سرخ در ابتدای کتاب‌ها موجود است.
او در فاصله سال‌های ۱۳۸۲ تا ۱۳۸۴ از اعضای هیئت نظارت بر کتب کودک و نوجوان بوده است.
او پس از چند سال ابتلا به سرطان، روز سه‌شنبه ۳ مهر ۱۳۸۶ در تهران درگذشت. محل دفن پیکر او، قطعهٔ هنرمندان بهشت زهرای تهران است.